# Gilles Treton
Pour les articles homonymes, voir Treton.
Gilles Treton est un acteur français.

## Filmographie

### Cinéma
- 1990 : Un week-end sur deux de Nicole Garcia
- 1992 : Loin du Brésil de Tilly
- 1993 : Vent d'est de Robert Enrico
- 1994 : Le Bateau de mariage de Jean-Pierre Améris
- 1995 : Le bonheur est dans le pré de Étienne Chatiliez
- 2000 : Marie-Line de Mehdi Charef
- 2002 : La Vie promise d'Olivier Dahan
- 2004 : Les Rivières pourpres 2 : Les Anges de l'apocalypse d'Olivier Dahan
- 2004 : La Blessure de Nicolas Klotz
- 2004 : Poids léger de Jean-Pierre Améris
- 2006 : L'Entente cordiale de Vincent de Brus
- 2013 : Alceste à bicyclette de Philippe Le Guay
- 2014 : Sous X de Jean-Michel Correia
- 2014 : Marie Heurtin de Jean-Pierre Améris
- 2015 : Les Cowboys de Thomas Bidegain
- 2016 : La Fille de Brest d'Emmanuelle Bercot (le docteur Yannick Jobic, cardiologue)

### Télévision
- 1995 : La Rivière Espérance, mini-série de Josée Dayan
- 1995 : Maigret et la vente à la bougie de Pierre Granier-Deferre
- 2013 : Nicolas Le Floch, série télévisée (épisode 10 : Le Sang des farines)
- 2013 : Saison 7 de Section de recherches (épisode 8 : Coup de théâtre)